# Призрак музыки
При́зрак му́зыки — детективный роман Александры Марининой, опубликованный в 1998 году.

## Сюжет
Владелица туристической фирмы Елена Дударева взорвана в своей машине. Оперативникам удается найти свидетеля, который, возможно, запомнил убийцу. Девятнадцатилетний Артём Кипиани почти ничего не видит, однако он очень хорошо слышит, и поэтому запомнил музыку, которую убийца слушал в наушниках. И теперь перед Настей Каменской проблема: имеет ли она право так рисковать этим юношей?

## Отзывы и критика
Илья Овчинников в статье «Маятник Марининой» писал:
«Реквием» и «Призрак музыки» написаны вроде бы тем же почерком, что и «Убийца поневоле», но что-то изменилось. И дело даже не только в помпезных и почти одинаковых заглавиях...  не только в упрощении диалогов и усложнении авторских отступлений; не только в том, что Маринина превращается в морализатора и учителя жизни. Предыдущие её книги были хороши именно как детективы — в лучших из них обычно разрабатывалось не менее трех сюжетных линий, которым удавалось к финалу сплестись самым причудливым образом. В последних двух романах — ровно по одной линии; и даже самый недогадливый читатель вычислит убийцу примерно к середине книжки.
Вячеслав Курицын отозвался ещё более едко:
Как и предыдущий, «Реквием», — так себе роман. Ужели королева, выйдя замуж и уйдя в отставку из ментуры, стремительно исписалась? Там что грустно — раньше она была мила наивностью своей, писала как бы на уровне читателя, а теперь она, кажется, возомнила себя РусПисом и учит нас жить, забывая развлекать. Г-жа Маринина! Будете так себя вести, я перестану покупать ваши книжки!
 Также Курицын упрекал писательницу, что она «уже не озабочена тонким прописыванием характеров», что в «Призраке музыки» «появляются слишком мудрые герои», Настя Каменская «демонстрирует чудеса суперменства, легко распознавая музыку, о которой ей только рассказывали».